# Serrat de la Comella Verda
El Serrat de la Comella Verda és una serra situada al municipi d'Alins a la comarca del Pallars Sobirà, amb una elevació màxima de 2.860 metres.